# Zanthoxylum nigrum
Zanthoxylum nigrum är en vinruteväxtart som beskrevs av Carl Friedrich Philipp von Martius. Zanthoxylum nigrum ingår i släktet Zanthoxylum och familjen vinruteväxter. Inga underarter finns listade i Catalogue of Life.